# Albany (Geòrgia)
Albany és una població dels Estats Units a l'estat de Geòrgia. Segons el cens del 2000 tenia 76.939 habitants.

## Demografia
Segons el cens del 2000, Albany tenia 76.939 habitants, 28.620 habitatges, i 18.889 famílies. La densitat de població era de 535 habitants per km².
Dels 28.620 habitatges en un 32,3% hi vivien nens de menys de 18 anys, en un 36,6% hi vivien parelles casades, en un 25,2% dones solteres, i en un 34% no eren unitats familiars. En el 28,8% dels habitatges hi vivien persones soles el 9,6% de les quals corresponia a persones de 65 anys o més que vivien soles. El nombre mitjà de persones vivint en cada habitatge era de 2,54 i el nombre mitjà de persones que vivien en cada família era de 3,14.
Per edats la població es repartia de la següent manera: un 27,8% tenia menys de 18 anys, un 13% entre 18 i 24, un 27,7% entre 25 i 44, un 19,6% de 45 a 60 i un 11,8% 65 anys o més.
L'edat mediana era de 31 anys. Per cada 100 dones de 18 o més anys hi havia 79,8 homes.
La renda mediana per habitatge era de 28.639 $ i la renda mediana per família de 33.843 $. Els homes tenien una renda mediana de 30.204 $ mentre que les dones 22.268 $. La renda per capita de la població era de 15.485 $. Entorn del 21,5% de les famílies i el 27,1% de la població estaven per davall del llindar de pobresa.

## Personatges il·lustres
- Ray Charles (1930 - 2004) pianista, cantant i compositor

## Poblacions més properes
El següent diagrama mostra les poblacions més properes.